# Šachový svaz České republiky
Šachový svaz České republiky (ŠSČR) je organizace, která "je organizátorem a představitelem šachu na území České republiky".

## Účel
Organizační formou jde o občanské sdružení, sídlem ŠSČR je Praha. Mezi cíle ŠSČR podle jeho stanov patří „péče o komplexní rozvoj šachu jako sportovní disciplíny ve všech jeho formách na území České republiky, péče o důstojnou reprezentaci českého šachu na mezinárodním poli a péče o propagaci a popularizaci šachu“.

## Historie

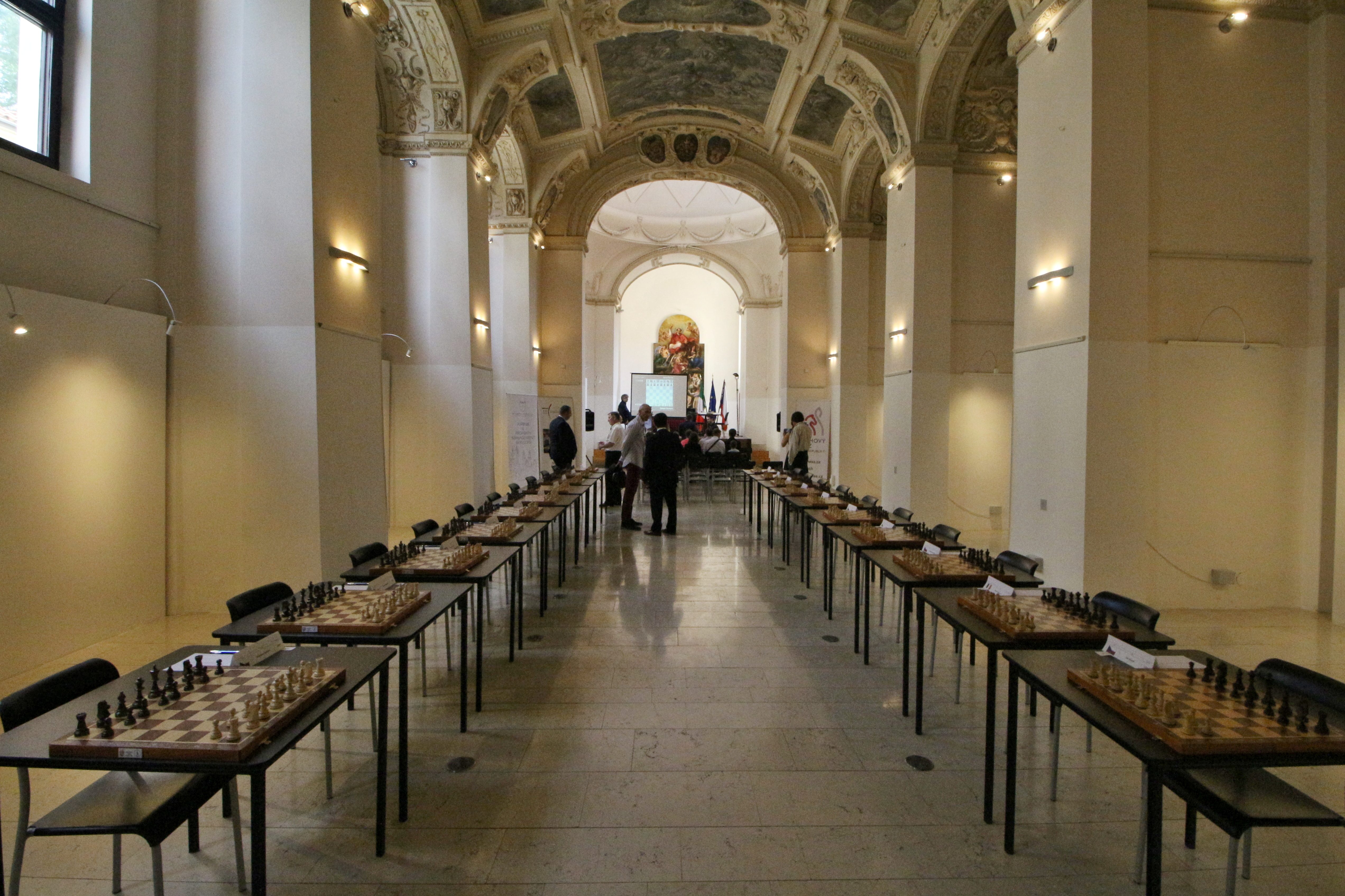
Šachový turnaj pořádaný ŠSČR ve Vlašském špitále na Malé Straně v Praze, srpen 2019

ŠSČR byl prvně založen hned po rozpadu Československa roku 1993, ale již od svého počátku musel čelit silným odstředivým tendencím vyvolaným předcházející centralizací v řízení tělovýchovy za komunistického režimu. Již roku 1990 byl založen Slovenský šachový svaz (SŠZ) a Moravskoslezský šachový svaz (MSŠS) a jako reakce na to i Český šachový svaz (ČŠS). Po roce 1993 se sice ČŠS a MSŠS formálně sloučily do jedné organizace (do ŠSČR), ale mezi oběma svazy probíhaly ostré kompetenční spory. Marným pokusem o řešení nahromaděných problémů bylo přejmenování ŠSČR na Českomoravskou šachovou federaci (ČMŠF) na společné konferenci obou svazů 13.-14. února 1999 ve Znojmě. Situace došla tak daleko, že v roce 2000 pohrozila FIDE pozastavením členství ČMŠF pro nezaplacení finančních závazků. Řešení téměř patové situace přinesla až decentralizace řízení do krajských šachových svazů, jejichž delegáti na konferenci v Rybitví 23.-24. února 2000 zrušili oba dva územní svazy i ČMŠF a rozhodli o vzniku nové jednotné organizace, opět pod názvem Šachový svaz České republiky.

## Výkonný výbor a prezident ŠSČR
| Období    | Výkonný výbor (VV) | Výkonný výbor (VV) | Prezident      |
| Období    | Předseda           | Místopředseda      | Prezident      |
| --------- | ------------------ | ------------------ | -------------- |
| 2002–2005 | Petr Herejk        | Rostislav Svoboda  | Igor Němec     |
| 2005–2008 | Petr Herejk        | Jindřich Papay     | Igor Němec     |
| 2008–2011 | Vlastimil Sejkora  | Petr Herejk        | Igor Němec     |
| 2011–2014 | Viktor Novotný     | Marek Vokáč        | Jan Lamser     |
| 2014–2017 | Viktor Novotný     | Marek Vokáč        | Jan Lamser     |
| 2017–2020 | Viktor Novotný     | Rostislav Svoboda  | Jan Lamser     |
| 2020–2023 | Martin Petr        | Rostislav Svoboda  | Viktor Novotný |
| 2023–2026 | Martin Petr        | Jan Mazuch         | Viktor Novotný |